# Selma (Indiana)
Selma é uma cidade  localizada no estado americano de Indiana, no Condado de Delaware.

## Demografia
Segundo o censo americano de 2000, a sua população era de 880 habitantes.
Em 2006, foi estimada uma população de 816, um decréscimo de 64 (-7.3%).

## Geografia
De acordo com o United States Census Bureau tem uma área de
2,2 km², dos quais 2,2 km² cobertos por terra e 0,0 km² cobertos por água.

## Localidades na vizinhança
O diagrama seguinte representa as localidades num raio de 16 km ao redor de Selma.